# Brygada Rezerwowa
Brygada Rezerwowa – brygada Wojska Polskiego na Wschodzie.

## Formowanie i zmiany organizacyjne
Brygada Rezerwowa została sformowana jesienią 1917 roku w Dorohobużu, w składzie I Korpusu Polskiego w Rosji. Według etatu brygada miała liczyć 75 oficerów, 9 lekarzy, 18 urzędników i 1819 żołnierzy frontowych oraz około 380 koni, natomiast w grudniu 1917 roku stan ewidencyjny liczył 216 oficerów, 4 lekarzy, 10 urzędników i 670 żołnierzy frontowych oraz około 85 koni.

## Skład organizacyjny
- Dowództwo Brygady Rezerwowej
- 1 pułk rezerwowy - płk Jakub Bohusz-Szyszko, potem Kubiak
- 2 pułk rezerwowy - płk Aleksander Załęski, potem podkapitan Stefan Oczesalski
- 3 pułk rezerwowy[2]
- rezerwowa kompania inżynieryjna
- rezerwowa bateria artylerii

## Dowódcy brygady
- generał major Józef Pawłowski
- pułkownik Kuryłło